# Paraíso (Cochabamba)
Paraíso ist eine Ortschaft im Departamento Cochabamba im südamerikanischen Anden-Staat Bolivien.

## Lage im Nahraum
Paraíso ist der zweitgrößte Ort des Kanton Mariposas im Municipio Puerto Villarroel in der Provinz Carrasco. Paraíso liegt auf einer Höhe von 242 m etwa elf Kilometer östlich des Río Chimoré, der in nordöstlicher Richtung zum Río Ichilo fließt.

## Geographie
Paraíso liegt im bolivianischen Tiefland an den nordöstlichen Ausläufern der Cordillera Oriental.
Die Region weist eine mittlere Jahrestemperatur von 24 °C auf (siehe Klimadiagramm Villa Tunari), die Monatsdurchschnittswerte liegen zwischen etwa 26 °C von Oktober bis Dezember und 20 °C im Juni und Juli. Der durchschnittliche Jahresniederschlag beträgt mehr als 1000 mm, die Feuchtezeit reicht von November bis Februar, die Monate Juli und August fallen mit unter 50 mm eher trocken aus.

## Verkehrsnetz
Paraíso liegt in einer Entfernung von 210 Straßenkilometern nordöstlich von Cochabamba, der Hauptstadt des Departamentos.
Durch Cochabamba führt die 1.657 Kilometer lange Nationalstraße Ruta 4, die von Tambo Quemado an der chilenischen Grenze im Osten quer durch das Land bis Puerto Suárez an der brasilianischen Grenze führt. Von Cochabamba aus erreicht man Paraíso über Villa Tunari und Chimoré, die Nationalstraße führt dann weiter über Ivirgarzama nach Warnes und Santa Cruz.

## Bevölkerung
Die Einwohnerzahl der Ortschaft ist in den vergangenen beiden Jahrzehnten auf mehr als das Doppelte angestiegen:
| Jahr | Einwohner | Quelle       |
| ---- | --------- | ------------ |
| 1992 | 366       | Volkszählung |
| 2001 | 733       | Volkszählung |
| 2012 | 838       | Volkszählung |
| 2024 |           | Volkszählung |

Die Region weist einen hohen Anteil an Quechua-Bevölkerung auf, im Municipio Puerto Villarroel sprechen 83,5 Prozent der Bevölkerung Quechua.